# فوتبال فوق ستاره بین‌المللی (بازی ویدئویی)
فوتبال فوق ستاره بین‌المللی (به انگلیسی: International Superstar Soccer) یک بازی رایانه‌ای و اولین بازی از سری بازی‌های International Superstar Soccer می‌باشد. این بازی در سال ۱۹۹۵ عرضه شده و اولین بازی شبیه‌ساز فوتبال توسط شرکت کونامی می‌باشد.

## بخش‌های بازی
- بازی دوستانه که قابلیت یک بازی معمولی بین دو تیم را داشت.
- جام جهانی حضور ۳۲ تیم جهت رقابت در جام جهانی
- مینی تورنومنت جام جهانی با حضور ۲۴ تیم
- جام اروپا حضور ۲۴ تیم اروپایی و انجام بازی‌ها به صورت تک حذفی
- لیگ جهانی حضور ۱۶ تیم ملی و رقابت به صورت لیگ با یکدیگر
- تمرین تمرین پاس، دریبل، ضربه ایستگاهی و پنالتی
- سناریو ادامه دادن یک بازی که از نیمه دوم در جریان است. در این حالت تیم می‌تواند عقب، جلو یا مساوی باشد و در نهایت تا پایان مسابقه زمان وجود دارد تا برنده شود.
- ضربات پنالتی انجام مسابقات بین تیم‌ها به صورت فقط پنالتی